# Stora Abborrevattnet
Stora Abborrevattnet är en sjö i Uddevalla kommun i Bohuslän och ingår i Bäveåns huvudavrinningsområde.